# Parigi (Alfa)
Parigi è un singolo del cantautore italiano Alfa, pubblicato il 4 marzo 2022.

## Video musicale
Il videoclip è stato pubblicato l'8 marzo 2022 sul canale YouTube del rapper.

## Tracce
Download digitale
1. Parigi – 2:39

Download digitale – remix
1. Parigi Rmx (con Slings) – 2:55